# Samostan Nga Pe Čaung
Samostan Nga Pe Čaung (Nga Phe Kyaung) leži na severu vasi Jvama (Ywama) v Mjanmarju. Zgrajen je na pilotih na jezeru Inle. To je največji in najstarejši lesen samostan v regiji Inle. Zgrajen je bil leta 1850. Ima številne starodavne podobe Bude v baganskem, šanskem, tibetanskem slogu in slogu Ava.
Prav tako impresivni kot Bude sami so visoki, zelo bogato okrašeni leseni, z mozaikom okrašeni podstavki in zaboji, narejeni za te podobe. Podstavki so šanska posebnost, posebnost severnotajske budistične umetnosti in tiste v samostanih, starejših od 100 let.
Samostan je zelo znan po svojih skakajočih mačkah, ki so jih menihi naučili skakati skozi majhne obroče kot v cirkusu. Obisk samostana je mogoč s čolnom, mačje predstave pa si je mogoče ogledati večkrat dnevno.
Zunaj samostana je čudovit pogled na kmetije z njivami paradižnika z gorami v ozadju.

## Foto galerija
- Samostan Nga Phe Kyaung